# Alfred Fabian Hess
Alfred Fabian Hess (* 9. Oktober 1875 in New York City; † 5. Dezember 1933) war ein US-amerikanischer Arzt, der für seine Arbeit über die Rolle der Ernährung bei Skorbut und Rachitis sowie für die Beschreibung des Hess-Tests bekannt war.

## Leben
Hess wurde am 15. Oktober 1875 als Sohn von Josephine (geb. Solomon) und Selmar Hess in eine jüdische Familie geboren. Er schloss 1897 sein Studium an der Harvard University ab und erhielt 1901 seinen Doktortitel vom Columbia University College of Physicians and Surgeons. Er arbeitete zweieinhalb Jahre als Praktikant am Mount Sinai Hospital in New York und verbrachte ein Jahr mit Studien in Prag, Wien und Berlin, bevor er 1905 seine Praxistätigkeit in New York aufnahm.

### Medizinische und wissenschaftliche Laufbahn
Er arbeitete als Kinderarzt an der Rockefeller University, bevor er eine Privatpraxis betrieb. Er arbeitete auch am Beth Israel Hospital in New York und am Hebrew Infant Asylum in New York und modernisierte dabei die Einrichtung. Er konnte die Ernährung von Patienten untersuchen, die für längere Zeit in diesen Krankenhäusern untergebracht waren.
Hess vermutete 1914, dass Röteln durch ein Virus verursacht wurden.
Er wies nach, dass der fehlende Faktor bei Skorbut in Zitrusfrüchten und Tomaten vorhanden ist, und demonstrierte auch, dass einige Trockenmilchpräparate antiskorbutisch wirken und dass die Pasteurisierung diesen Effekt bei Frischmilch verringert. Zusammen mit Mildred Fish führte er zwischen 1914 und 1920 Studien durch, um die Ätiologie des Skorbuts aufzuklären, indem er in Heimen untergebrachten Säuglingen so lange Orangensaft vorenthielt, bis sie infolge der Krankheit Blutungen entwickelten; ähnliche Studien führte er durch, um die Ätiologie der Rachitis aufzuklären. Aufgrund seiner Arbeit stellte er in seiner Harvey-Vorlesung von 1921 fest, dass der Prozess der Lebensmittelherstellung und -konservierung darauf abzielen sollte, den Nährwert frischer Lebensmittel zu erhalten – ein Konzept, das heute weithin anerkannt ist.
Er stellte fest, dass Rachitis durch Lebertran, Bestrahlung mit ultraviolettem Licht und das bestimmte Nahrungsmittel zur Behandlung von Rachitis nach Bestrahlung mit ultraviolettem Licht verwendet werden konnten. Er stellte fest, dass sich Cholesterin oder eine eng verwandte Verbindung auf die gleiche Weise verhielt, und er arbeitete mit Adolf Otto Reinhold Windaus zusammen. 1927 veröffentlichte er mit Windaus eine Arbeit mit dem Titel „Entwicklung einer ausgeprägten Aktivität von Ergosterol nach Ultraviolettbestrahlung“, in der gezeigt wurde, dass Rachitis bei Ratten durch bestrahltes Ergosterol verhindert werden konnte. Für diese Arbeit erhielt Windaus 1928 den Nobelpreis für Chemie. Windaus würdigte den Anteil von Hess an der Arbeit und teilte sich das Nobelpreisgeld mit ihm.
Hess war Mitglied der American Pediatric Society und der Association of American Physicians. Er erhielt von der University of Michigan die Ehrendoktorwürde. 1927 erhielt er vom Franklin Institute den John Scott Award. 1931 erhielt er den John Mather Smith Award und wurde in die American Philosophical Society gewählt. 1932 wurde er in Leopoldina aufgenommen.

### Privatleben
Hess heiratete Sara Straus, die Tochter von Ida und Isidor Straus. Sie hatten drei Kinder. Er arbeitete weiter, obwohl sein Arzt ihn vor seinem Bluthochdruck warnte. Am 5. Dezember 1933 brach er in seinem Auto zusammen und starb, nachdem er bei einer Abschlussfeier eine Rede gehalten hatte. Zu seinen Freunden zählten Abraham Flexner und Edwards Amasa Park, die halfen, Hess‘ Werke posthum zu veröffentlichen.